# 小星无心菜
小星无心菜（学名：Arenaria microstella）是石竹科无心菜属的植物，是中国的特有植物。分布于中国大陆的四川等地，生长于海拔2,400米至4,300米的地区，一般生长在冰川湖边的高山流石坡，目前尚未由人工引种栽培。